# روجر كاتان
روجر ج. كاتان، مهندس معماري ومخطط ونحات وناشط فرنسي أمريكي ولد في بيرغوينت، شرق المغرب، في 5 يناير 1931. استقر في الولايات المتحدة في أوائل الستينيات، كان نشطًا في مؤسسة التخطيط للدعوة الديمقراطية التشاركية المطبقة على التخطيط الحضري. كفنان حركي، تعاون وعمل مع شخصيات صاعدة من فن ما بعد الحداثة. بعد عام 1975، انخرط في الإغاثة الإنسانية واستمر في تشجيع الممارسات التشاركية والإدارة الذاتية. طريقته هي تفضيل الزراعة والبناء التقليدية المستدامة. في عام 1999 انتقل إلى سوف، جنوب فرنسا، حيث استأنف عمله في النحت الحركي.

## سيرته
بعد تخرجه من المدرسة الوطنية العليا للفنون الجميلة في باريس، حصل على منحة دراسية في معهد ماساتشوستس للتكنولوجيا في عام 1960، حيث حصل على درجة الماجستير في الهندسة المعمارية والتصميم الحضري (1961). من عام 1961 إلى عام 1963، عمل في لويس كان في فيلادلفيا. من عام 1964 إلى عام 1975، عاش وعمل في مدينة نيويورك. مقره في شرق هارلم، درس الهندسة المعمارية والتخطيط الحضري في معهد برات، وكلية مدينة نيويورك، وكلية برات للدراسات العليا للهندسة المعمارية الاستوائية لمدة عشر سنوات، مع قضاء عام واحد في كلية فاسار، بوغكيبسي، نيويورك (في قسم العلوم السياسية). أنشأ، مع طلاب الدراسات العليا برات وسيتي كوليدج، أحد أوائل مراكز التصميم المجتمعي، التي تقدم مساعدة فنية مجانية للمنظمات المجتمعية.
أيّد حركة الحقوق المدنية ومطالبة الطلاب بالمسؤولية الاجتماعية. في عام 1964، كان ينفذ فعل المشاركة ويضع موهبته كمهندس معماري في خدمة أفقر الناس. في الوقت نفسه، ساعد كاتان ومؤتمراته في نشر أعماله في جميع أنحاء الولايات المتحدة وأوروبا وخارجها. تمت دعوته من قبل المنظمات الطلابية الداعية للتغيير الاجتماعي. تضمن ذلك جامعة ييل وهارفارد ومعهد ماساتشوستس للتكنولوجيا وبيركلي وكولومبيا وغيرها. حصل كاتان على الجنسية الأمريكية في عام 1968.
من عام 1963 إلى عام 1975، شارك أيضًا في عالم الفن. بصفته نحاتًا حركيًا، فقد تبادل وجهات النظر وعمل مع فنانين مثل آلان كابرو وروي ليشتنشتاين وروبرت سميثسون. شهدت أوائل الستينيات ظهور فن البوب وإحياء الحركية، التي بدأت في أوروبا في الثلاثينيات. باستخدام مواد مثل علب البيض، طوّر كاتان هياكل تستحضر المدن المجردة. أصبحت منحوتاته نماذجَ لمدن وقرى خيالية، بعضها يشبه مسقط رأس الفنان في المغرب.
عُيّن كاتان من قبل برنامج الأمم المتحدة الإنمائي، لمراقبة إنشاء شبكة محلية للائتمان الصغير في واغادوغو، بوركينا فاسو، غرب إفريقيا، في 1976-1978. نمت الشبكة الآن لتصبح منظمة وطنية. أشرف على برنامج النزوح في مالي عام 1978 وإنشاء المعهد الوطني لمعايير البناء (التكنولوجيا المناسبة) في باماكو في عام 1979. بعد عام 1980، عُيَّن بعقود قصيرة الأجل من قبل الاتحاد الأوروبي والأمم المتحدة والعديد من المنظمات غير الحكومية للبعثات في أمريكا الوسطى والجنوبية. ساعد كاتان الأفراد على استعادة تقاليدهم من خلال مشاريع إنتاجية صغيرة تدار ذاتيًا. في عام 1980، نصح التعاون الفني الهولندي في كولومبيا بإعادة التفكير في التعليم الريفي وفي عام 1984 بنى كاتان أول مدرسة ريفية جديدة للحكومة الكولومبية. يوجد الآن أكثر من 15000 مدرسة ريفية تعتمد على هذا النموذج في جميع أنحاء أمريكا اللاتينية.
في عام 1999، انتقل كاتان إلى سوف، جنوب فرنسا، حيث ساعد زوجته الحالية جولي، فنانة السيراميك، مع ألين كرامب فنانة الرسوم الهزلية، على إطلاق معرضهما الفني. هناك قام كاتان بعرض أعماله الحركية المبكرة جنبًا إلى جنب مع منحوتاته الأخيرة. تستخدم أعماله الجديدة أحدث التقنيات، بما في ذلك البلاستيك، والمصابيح والأجهزة اللاسلكية.

## تعليمه
التحق كاتان بمدرسة ابتدائية في بيرغوينت، شرق المغرب، بالقرب من الحدود الجزائرية، التي كان عدد سكانها آنذاك 800 نسمة.
- 1943-1949: تعليم ثانوي في مكناس ووجدة بالمغرب. في سن السابعة عشر، فاز بمسابقة شعار مدرسة وجدة الثانوية وقرر دراسة الهندسة المعمارية.
- 1951-1953: المدرسة العليا للفنون الجميلة بالجزائر (مدرسة الجزائر للفنون الجميلة). تدرب على امتحانات القبول التنافسية.
- 1954-1957: المدرسة الوطنية العليا للفنون الجميلة، باريس. كان يسافر إلى فرنسا ويعمل لدى المهندسين المعماريين لدفع تكاليف دراسته ويزور دولتين أو ثلاث دول أوروبية كل عام.
- 1959: شهادة مهندس معماري مرخص، المدرسة الوطنية العليا للفنون الجميلة، باريس.
- 1957-1960: الخدمة العسكرية في باريس أثناء حرب الجزائر.
- أواخر عام 1960: زمالة غرانسفيلد لمدة فصل دراسي في معهد ماساتشوستس للتكنولوجيا وسفر دراسي في الولايات المتحدة.
- 1961-1962: درجة الماجستير في الهندسة المعمارية والتصميم الحضري من معهد ماساتشوستس للتكنولوجيا، تحت إشراف إيمري هالاس ولورانس ب. أندرسون. قضى أيضًا فصلًا دراسيًا يسافر عبر الولايات المتحدة، ودرس أعمال فرانك لويد رايت من بين عدة فنانين آخرين.

## الفن الحركي
من عام 1963 إلى عام 1975، عُرضت أعمال كاتان في المتاحف والمعارض، بما في ذلك متحف فينش كوليدج للفنون في نيويورك، والعديد من المهرجانات الفنية.

كتب واين أندرسون، مؤرخ وناقد الفن في معهد ماساتشوستس للتكنولوجيا، عن عمله:
تعمل دراسات روجر الحديثة في الإضاءة الحركية على توسيع اهتماماته المعمارية إلى شكل يعرض نفسه على محيطه..... بعد تسلسل منطقي من الخيال إلى الواقع، دراساته للأشياء المتكررة، المصنوعة آليًا، المنتشرة في كل مكان، المصنوعة في هياكل مرسومة متحمسًا بالأضواء الملونة النشطة، نسعى جاهدين لخلق ظواهر في الشكل واللون تتناسب مع الطريقة التلقائية والمعقدة التي تتفاعل بها حواس الإنسان. المكان النهائي لفنه هو الهندسة المعمارية، ولا سيما الهندسة المعمارية الحديثة.